# Taenioides nigrimarginatus
Taenioides nigrimarginatus är en fiskart som beskrevs av Hora 1924. Taenioides nigrimarginatus ingår i släktet Taenioides och familjen smörbultsfiskar. Inga underarter finns listade i Catalogue of Life.